# Silvana Lopes
Silvana Lopes (Niterói, 21 de agosto de 1931 - Boa Vista, 22 de agosto de 2017) foi uma atriz brasileira de televisão, cinema, e teatro.

## Biografia
Silvana iniciou sua carreira no rádio e logo em seguida iniciou em teleteatros na TV Tupi. Versátil fez sucesso também em teatro de revista e na peça, Navalha na Carne de Plínio Marcos.Foi presença marcante em filmes da pornochanchada nas 70 e início dos anos 80, por essa presença marcante é considerada umas das musas da Boca do Lixo. Nos palcos Silvana foi vedete do teatro de revista atuando com o mítico Walter Pinto em produções no Rio de Janeiro e em São Paulo. E nessa área tudo começou com um convite de Max Nunes para o espetáculo “De Cabral a JK”, em 1958. Em 1986 Silvana criou um Grupo de teatro e parou com sua carreira de atriz dando enfoque a produção de espetáculos.

## Filmografia

### Televisão
| Ano  | Título                   | Personagem           |
| ---- | ------------------------ | -------------------- |
| 1986 | Grande Sertão: Veredas   | Mulher de Hermógenes |
| 1977 | Cinderela 77             | Safira               |
| 1976 | Xeque-Mate               | Condessa Mimi        |
| 1973 | Vendaval                 | Suzana               |
| 1973 | Meu Adorável Mendigo     | Mercedes             |
| 1972 | O Leopardo               | Amália               |
| 1972 | Na Idade do Lobo         | Arista               |
| 1971 | A Selvagem               | Irmã Tereza          |
| 1970 | Toninho on the Rocks     | Emília               |
| 1969 | A Menina do Veleiro Azul | Clara                |
| 1968 | A Muralha                | Joana Antônia        |
| 1967 | O Grande Segredo         |                      |
| 1966 | Almas de Pedra           | Leonor               |
| 1966 | A Pequena Karen          | Suely                |
| 1966 | As Minas de Prata        | Dulce                |
| 1966 | Ninguém Crê em Mim       | Isabela              |
| 1965 | O Caminho das Estrelas   | Carmem               |

### Cinema
| Ano  | Título                          | Personagem  |
| ---- | ------------------------------- | ----------- |
| 1981 | Eva, o Princípio do Sexo        | Dona Zefa   |
| 1976 | Eu Faço...Elas Sentem           | Vedete      |
| 1976 | Traídas pelo Desejo             | Cristina    |
| 1976 | O Dia das Profissionais         |             |
| 1976 | Pura como um Anjo, será virgem? | Silvana     |
| 1975 | Quando Elas Querem...E Eles Não | Roberta     |
| 1975 | Amadas e Violentadas            | Mãe         |
| 1974 | Pensionato de Mulheres          | Ismênia     |
| 1974 | O Trote dos Sádicos             | Sra. Müller |
| 1974 | Macho e Fêmea                   | Sofia       |
| 1974 | A Gata Devassa                  | Condessa    |